# Neue israelische Historiker
Als „Neue Historiker“ wurden etwa zwischen 1988 und 2008 israelische Historiker bezeichnet, deren gemeinsames Ziel es war, auf Grundlage zeitgenössischer Dokumente die Geschichte Israels und des Zionismus einer Revision zu unterziehen. Besonders betroffen waren die israelische Staatsgründung von 1948 und deren Vorgeschichte sowie das Verhältnis zu den Palästinensern und Israels arabischen Nachbarn. Maßgebliche Historiker dieser Richtung waren Benny Morris, Ilan Pappe, Avi Shlaim und Tom Segev.

## Hauptargumente
Kernthese dieser Historiker war, dass zur Errichtung des Staates Israel die Vertreibung eines Teils der arabischen Bevölkerung nötig war, was von der traditionellen israelischen Geschichtsschreibung bis dahin als freiwillige Migration dargestellt wurde. Daraus folgte nach Meinung der „Neuen Historiker“ eine (hauptsächliche) Mitverantwortung des Staates Israel für den Nahostkonflikt und das palästinensische Flüchtlingsproblem. Exemplarisch seien hier die fünf Hauptthesen der Schule aus der Sicht Avi Shlaims vorgestellt:
1. Nach der traditionellen israelischen Geschichtsschreibung wollten die Briten die Errichtung eines jüdischen Staates verhindern. Die „Neuen Historiker“ hingegen stellen die These auf, dass die Briten darauf bedacht waren, die Errichtung eines palästinensischen Staates zu verhindern.
2. Die staatspolitisch unterstützte israelische Geschichtsschreibung sagt, dass alle Palästinenser während des Unabhängigkeitskrieges ihre Häuser freiwillig verließen. Die „Neuen Historiker“ hingegen sagen, dass ein Teil als Flüchtlinge gewaltsam von israelischen Milizen vertrieben und deportiert wurde.
3. Die offizielle staatspolitische Version lautet, dass während der Gründungsphase Israels die Machtverhältnisse zugunsten der Araber gesprochen hätten. Laut Shlaim und den Anhängern seiner Schule hingegen war Israel hinsichtlich der verfügbaren Kräfte wie auch im Hinblick auf die Bewaffnung den Arabern überlegen.
4. Nach der offiziellen, staatspolitisch unterstützten Geschichtsschreibung verfolgten die Araber einen aufeinander abgestimmten Plan zur Vernichtung Israels. Die „Neuen Historiker“ hingegen sagen, dass die Araber zu keinem Zeitpunkt eine einheitliche Linie verfolgt hätten.
5. Die zionistischen Historiker vertreten die Ansicht, die Unnachgiebigkeit der Araber habe bisher einen Frieden verhindert. Shlaim und seine Kollegen vertreten das Gegenteil: Israel sei schuld an dem festgefahrenen Friedensprozess.[1]

## Gemeinsamkeiten und Unterschiede
Nach Erscheinen der ersten, der traditionellen israelischen Geschichtsdarstellung widersprechenden Werke prägte Benny Morris erstmals in einem 1988 erschienenen Artikel den Begriff der „Neuen Historiker“. Wie Morris 2004 feststellte, wurde die Zusammenfassung der einzelnen Neuen Historiker zu einer vermeintlichen Gruppe eher von deren Kritikern geprägt. Die einzelnen Forscher hatten teilweise sehr unterschiedliche Biographien und lebten in unterschiedlichen Ländern. Als wichtige Faktoren für das Aufkommen der kritischen Überprüfung der gängigen Narrative nannte Morris, dass wichtige Dokumente in den staatlichen Archiven erst ab Mitte der 1980er für die Forschung zugänglich wurden und dass die Forscher einer bereits in Israel geborenen Generation angehörten und somit nicht selbst am Aufbau des Staates beteiligt gewesen waren. Von anderen Kommentatoren wurde auch das angesichts des ersten Libanonkrieges, der ersten Intifada und des Friedensprozesses von Oslo veränderte gesellschaftliche Klima als Faktor benannt, das das Aufkommen der kritischen Geschichtswissenschaft beförderte. Tatsächlich hat es laut Morris „nie eine fest verbundene, homogene Schule“ gegeben, man habe sich teilweise kaum gekannt.
Unterschiedliche politische Schlussfolgerungen aus den Forschungsergebnissen sowie entgegengesetzte Reaktionen auf aktuelle Entwicklungen im israelisch-palästinensischen Konflikt trugen ab dem Ausbruch der Zweiten Intifada im September 2000 zu einem Auseinanderdriften der Neuen Historiker bei. In diesem Zusammenhang stellte Morris methodische Unterschiede in der Arbeitsweise der jeweiligen Historiker fest und kritisierte vor allem Ilan Pappe und Avi Shlaim. Pappes Arbeiten seien politisch motiviert und unfundiert. Shlaim teile seine „antiisraelischen Analysen mit europäischen Neofaschisten und islamischen Dschihadisten“. Shlaim warf Morris 2005 „rassistische Ansichten“ vor, weil Morris die Vertreibung der Palästinenser im Jahr 1948 nunmehr rechtfertige. Etwa seit dieser Zeit gilt die Gruppe der Neuen Historiker als auseinandergebrochen, auch wenn die ihr ehemals zugerechneten Wissenschaftler und seitdem neu hinzugekommene Vertreter derselben Tradition (u. a. Shlomo Sand, Idith Zertal) weiterhin mit demselben Forschungsansatz tätig sind.

## Kritik
Die Thesen der „Neuen Historiker“ wurden meistens sowohl von der zionistischen Geschichtsschreibung als auch von pro-arabischen Autoren, die sie der Verharmlosung beschuldigen, abgelehnt. Als einer der führenden Kritiker galt Efraim Karsh, der ihnen vorwarf, von politischen Interessen geleitete Geschichtsfälschung zu betreiben.
Kritisiert wurde, dass die „Neuen Historiker“ häufig die Schuld allein bei der israelischen Seite suchen und historische Persönlichkeiten unter heutigen moralischen Gesichtspunkten verurteilen, ohne ausreichend auf den Zeitkontext einzugehen. Verständigungsversuche von arabischer Seite – etwa 1955 durch den ägyptischen Präsidenten Gamal Abdel Nasser – seien lediglich taktisch motiviert gewesen und daher nicht ernst zu nehmen. Auch wurde unterstellt, sie würden von einem linksradikalen und marxistischen Standpunkt aus forschen.
Auch seitens der Politik erfuhren diese Historiker Ablehnung. Die Werke der „Neuen Historiker“ „sollten nicht in der Schule gelehrt werden“, meinte etwa der ehemalige israelische Ministerpräsident Ariel Scharon.

### Zentrale Werke der Neuen Historiker
- Tom Segev: Die ersten Israelis. Die Anfänge des jüdischen Staates. Siedler Verlag, Berlin 2008 (hebräische Originalausgabe: 1949, ha-yisre'elim ha-rishonim, 1984).
- Simha Flapan: Die Geburt Israels: Mythos und Wirklichkeit. Knesebeck und Schuler, München 1988 (englischsprachige Originalausgabe: The Birth of Israel: Myths and Realities. 1987).
- Benny Morris: The Birth of the Palestinian Refugee Problem, 1947–1949. Cambridge University Press, Cambridge 1988.
- Avi Shlaim: Collusion Across the Jordan: King Abdullah, the Zionist Movement, and the Partition of Palestine. Columbia University Press, New York 1988.
- Gershon Shafir: Land, Labour and the Origins of the Israeli-Palestinian Conflict, 1882–1914. Cambridge University Press, Cambridge 1989.
- Benny Morris: Israel′s border wars, 1949–1956: Arab infiltration, Israeli retaliation, and the countdown to the Suez War. Clarendon Press, Oxford 1993.
- Ilan Pappé: The Making of the Arab-Israeli Conflict, 1947–1951. Taurus, London 1994.
- Amitzur Ilan: The Origin of the Arab-Israeli Arms Race: Arms, Embargo, Military Power and Decision in the 1948 Palestine War. New York University Press, 1996.
- Benny Morris: Righteous Victims: A History of the Arab-Zionist Conflict 1881–1999. Knopf, New York 1999.
- Zeev Sternhell: Aux origines d'Israël. Entre nationalisme et socialisme. Fayard, Paris 1996.
- Avi Shlaim: The Iron Wall: Israel and the Arab World. Norton, New York 1999.
- Ilan Pappé: Die ethnische Säuberung Palästinas. Zweitausendeins, Frankfurt 2007, ISBN 978-3-86150-791-8.(englischsprachige Originalausgabe: The Ethnic Cleansing of Palestine, 2006).
- Tom Segev: 1967: Israels zweite Geburt. Pantheon 2009, (englischsprachige Originalausgabe: 1967: Israel, the War, and the Year that transformed the Middle East, 2007).
- Avi Shlaim: The War for Palestine. Rewriting the History of 1948. Cambridge University Press 2007.